# Großer Preis von Monaco 1979
Der Große Preis von Monaco 1979 (offiziell XXXVII Grand Prix Automobile de Monaco) fand am 27. Mai auf dem Circuit de Monaco in Monte Carlo statt und war das siebte Rennen der Automobil-Weltmeisterschaft 1979.

## Berichte

### Hintergrund

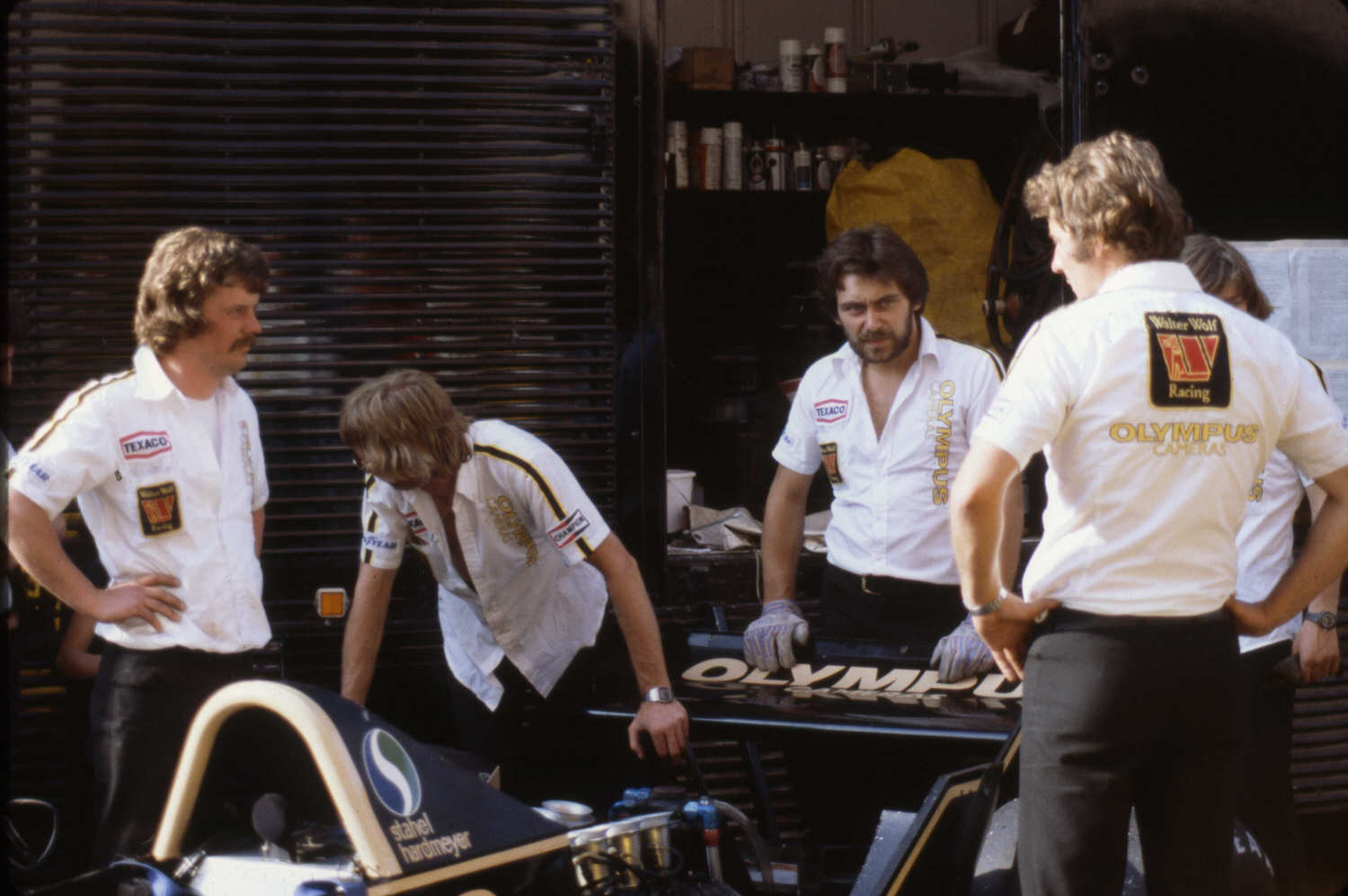
Die Mechaniker des Wolf-Racing-Team

Das Willi Kauhsen Racing Team hatte nach zwei erfolglosen Grand-Prix-Wochenenden sein Formel-1-Engagement für beendet erklärt. Dessen Fahrer Gianfranco Brancatelli wechselte daraufhin zum Team Merzario, um dort den verletzten Teamgründer Arturo Merzario zu vertreten. Ebenfalls nicht anwesend waren das Alfa-Romeo-Werksteam Autodelta sowie das private Team Rebaque.
Für James Hunt wurde es das letzte Grand-Prix-Wochenende.

### Training
Da nur 20 Starter zum Rennen zugelassen wurden, entschied man sich für die Durchführung einer Vorqualifikation am Donnerstagvormittag, an der Hans-Joachim Stuck, Jochen Mass und Brancatelli teilnehmen mussten. Für Letzteren bedeutete dies das Ende seiner kurzen Formel-1-Karriere.
Vier weitere Nichtteilnehmer wurden während des regulären Trainings ermittelt. Darunter befand sich zum zweiten Mal in Folge der McLaren-Pilot Patrick Tambay.
Die beiden Ferrari-Stammfahrer Jody Scheckter und Gilles Villeneuve qualifizierten sich diesmal für die erste Startreihe vor Patrick Depailler, der im Ligier in der laufenden Saison bereits viermal vom zweiten Platz aus ins Rennen gegangen war. Sein Teamkollege Jacques Laffite, der in diesen vier Fällen jeweils die Pole-Position belegt hatte, folgte hinter Niki Lauda auf Rang fünf. Die beiden Tyrrell-Piloten Jean-Pierre Jarier und Didier Pironi qualifizierten sich mit identischer Rundenzeit für die Startplätze sechs und sieben. Mass hinterließ im Arrows als Achter einen starken Eindruck.
Ungewohnt weit hinten fanden sich die Lotus-Piloten wieder. Carlos Reutemann erreichte mit dem Lotus 79 den elften Rang, sein Teamkollege Mario Andretti, der einen weiteren Versuch mit dem neuen, umstrittenen Lotus 80 wagte, qualifizierte sich für den 13. Startplatz.

### Rennen
In der Spitzengruppe gelang Lauda der beste Start, der ihn noch vor der Sainte Dévote auf den zweiten Rang hinter Scheckter und vor Villeneuve sowie Depailler brachte. In der dritten Runde konnte Villeneuve den zweiten Rang von Lauda zurückerobern und holte daraufhin auf seinen an der Spitze liegenden Teamkollegen Scheckter auf. Unterdessen geriet Lauda unter Druck durch Depailler, Laffite, Pironi und Jones.
In der 16. Runde prallte Pironi in Laffites Heck, wodurch für den Ligier-Piloten ein Reparaturstopp erforderlich wurde. Drei Runden später kollidierte Pironi in der engen Loews-Haarnadelkurve mit dem zweiten Ligier von Depailler. Für diesen war das Rennen somit beendet. Als Pironi in der 22. Runde schließlich Lauda überholen wollte, kam es zu einer weiteren Kollision. Diesmal schieden beide beteiligten Piloten aus.
Alan Jones, der von den Kollisionen vor ihm profitierte, lag fortan bis zur 43. Runde auf dem dritten Rang. Dann allerdings schied er aufgrund einer defekten Lenkung aus. Der in der Folge zwischenzeitlich drittplatzierte Mass fiel in Runde 49 ebenfalls wegen eines technischen Problems zurück und musste dadurch Clay Regazzoni den dritten Rang überlassen.
Als Villeneuve in der 54. Runde aufgrund eines Getriebeschadens ausschied, lag Scheckter zunächst unangefochten an der Spitze. Da ihn allerdings ebenfalls ein Getriebeproblem behinderte, konnte Regazzoni in der Schlussphase noch deutlich aufholen. Äußerst knapp stellte Scheckter am Ende seinen zweiten Saisonsieg sicher. Da Depailler kurz vor Schluss mit Motorschaden ausschied, erzielte John Watson den vierten Platz hinter Reutemann. Depailler wurde aufgrund seiner zurückgelegten Distanz als Fünfter gewertet. Mass wurde mit sieben Runden Rückstand auf den Sieger Sechster und erhielt den letzten WM-Punkt des Tages. Außer den sechs Punkteplatzierten war Jean-Pierre Jabouille der einzige, der das Ziel erreichte. Er wurde jedoch aufgrund seines zu großen Rückstandes nicht gewertet.

## Meldeliste
| Team                          | Nr. | Fahrer                 | Chassis        | Motor                    | Reifen |
| ----------------------------- | --- | ---------------------- | -------------- | ------------------------ | ------ |
| Martini Racing Team Lotus     | 01  | Mario Andretti         | Lotus 80       | Ford Cosworth DFV 3.0 V8 | G      |
| Martini Racing Team Lotus     | 02  | Carlos Reutemann       | Lotus 79       | Ford Cosworth DFV 3.0 V8 | G      |
| Candy Tyrrell Team            | 03  | Didier Pironi          | Tyrrell 009    | Ford Cosworth DFV 3.0 V8 | G      |
| Candy Tyrrell Team            | 04  | Jean-Pierre Jarier     | Tyrrell 009    | Ford Cosworth DFV 3.0 V8 | G      |
| Parmalat Racing Team          | 05  | Niki Lauda             | Brabham BT48   | Alfa Romeo 1260 3.0 V12  | G      |
| Parmalat Racing Team          | 06  | Nelson Piquet          | Brabham BT48   | Alfa Romeo 1260 3.0 V12  | G      |
| Marlboro Team McLaren         | 07  | John Watson            | McLaren M28C   | Ford Cosworth DFV 3.0 V8 | G      |
| Marlboro Team McLaren         | 08  | Patrick Tambay         | McLaren M28B   | Ford Cosworth DFV 3.0 V8 | G      |
| ATS Wheels                    | 09  | Hans-Joachim Stuck     | ATS D2         | Ford Cosworth DFV 3.0 V8 | G      |
| Scuderia Ferrari SpA SEFAC    | 11  | Jody Scheckter         | Ferrari 312T4  | Ferrari 015 3.0 F12      | M      |
| Scuderia Ferrari SpA SEFAC    | 12  | Gilles Villeneuve      | Ferrari 312T4  | Ferrari 015 3.0 F12      | M      |
| Fittipaldi Automotive         | 14  | Emerson Fittipaldi     | Fittipaldi F5A | Ford Cosworth DFV 3.0 V8 | G      |
| Équipe Renault Elf            | 15  | Jean-Pierre Jabouille  | Renault RS10   | Renault EF1 1.5 V6t      | M      |
| Équipe Renault Elf            | 16  | René Arnoux            | Renault RS10   | Renault EF1 1.5 V6t      | M      |
| Samson Shadow Racing Team     | 17  | Jan Lammers            | Shadow DN9     | Ford Cosworth DFV 3.0 V8 | G      |
| Interscope Shadow Racing Team | 18  | Elio de Angelis        | Shadow DN9     | Ford Cosworth DFV 3.0 V8 | G      |
| Olympus Cameras Wolf Racing   | 20  | James Hunt             | Wolf WR7       | Ford Cosworth DFV 3.0 V8 | G      |
| Team Ensign                   | 22  | Derek Daly             | Ensign N179    | Ford Cosworth DFV 3.0 V8 | G      |
| Team Merzario                 | 24  | Gianfranco Brancatelli | Merzario A3    | Ford Cosworth DFV 3.0 V8 | G      |
| Ligier Gitanes                | 25  | Patrick Depailler      | Ligier JS11    | Ford Cosworth DFV 3.0 V8 | G      |
| Ligier Gitanes                | 26  | Jacques Laffite        | Ligier JS11    | Ford Cosworth DFV 3.0 V8 | G      |
| Albilad-Saudia Racing Team    | 27  | Alan Jones             | Williams FW07  | Ford Cosworth DFV 3.0 V8 | G      |
| Albilad-Saudia Racing Team    | 28  | Clay Regazzoni         | Williams FW07  | Ford Cosworth DFV 3.0 V8 | G      |
| Warsteiner Arrows Racing Team | 29  | Riccardo Patrese       | Arrows A1B     | Ford Cosworth DFV 3.0 V8 | G      |
| Warsteiner Arrows Racing Team | 30  | Jochen Mass            | Arrows A1B     | Ford Cosworth DFV 3.0 V8 | G      |

## Klassifikationen

### Startaufstellung
| Pos. | Fahrer                 | Konstrukteur       | Zeit    | Ø-Geschwindigkeit | Start |
| ---- | ---------------------- | ------------------ | ------- | ----------------- | ----- |
| 01   | Jody Scheckter         | Ferrari            | 1:26,45 | 137,920 km/h      | 01    |
| 02   | Gilles Villeneuve      | Ferrari            | 1:26,52 | 137,809 km/h      | 02    |
| 03   | Patrick Depailler      | Ligier-Ford        | 1:27,11 | 136,875 km/h      | 03    |
| 04   | Niki Lauda             | Brabham-Alfa Romeo | 1:27,21 | 136,718 km/h      | 04    |
| 05   | Jacques Laffite        | Ligier-Ford        | 1:27,26 | 136,640 km/h      | 05    |
| 06   | Jean-Pierre Jarier     | Tyrrell-Ford       | 1:27,42 | 136,390 km/h      | 06    |
| 07   | Didier Pironi          | Tyrrell-Ford       | 1:27,42 | 136,390 km/h      | 07    |
| 08   | Jochen Mass            | Arrows-Ford        | 1:27,47 | 136,312 km/h      | 08    |
| 09   | Alan Jones             | Williams-Ford      | 1:27,67 | 136,001 km/h      | 09    |
| 10   | James Hunt             | Wolf-Ford          | 1:27,96 | 135,553 km/h      | 10    |
| 11   | Carlos Reutemann       | Lotus-Ford         | 1:27,99 | 135,506 km/h      | 11    |
| 12   | Hans-Joachim Stuck     | ATS-Ford           | 1:28,22 | 135,153 km/h      | 12    |
| 13   | Mario Andretti         | Lotus-Ford         | 1:28,23 | 135,138 km/h      | 13    |
| 14   | John Watson            | McLaren-Ford       | 1:28,23 | 135,138 km/h      | 14    |
| 15   | Riccardo Patrese       | Arrows-Ford        | 1:28,30 | 135,031 km/h      | 15    |
| 16   | Clay Regazzoni         | Williams-Ford      | 1:28,48 | 134,756 km/h      | 16    |
| 17   | Emerson Fittipaldi     | Fittipaldi-Ford    | 1:28,49 | 134,741 km/h      | 17    |
| 18   | Nelson Piquet          | Brabham-Alfa Romeo | 1:28,52 | 134,695 km/h      | 18    |
| 19   | René Arnoux            | Renault            | 1:28,57 | 134,619 km/h      | 19    |
| 20   | Jean-Pierre Jabouille  | Renault            | 1:28,68 | 134,452 km/h      | 20    |
| DNQ  | Elio de Angelis        | Shadow-Ford        | 1:28,70 | 134,422 km/h      | –     |
| DNQ  | Patrick Tambay         | McLaren-Ford       | 1:29,53 | 133,175 km/h      | –     |
| DNQ  | Jan Lammers            | Shadow-Ford        | 1:29,99 | 132,495 km/h      | –     |
| DNQ  | Derek Daly             | Ensign-Ford        | 1:30,18 | 132,216 km/h      | –     |
| DNPQ | Gianfranco Brancatelli | Merzario-Ford      | 1:38,15 | 121,479 km/h      | –     |

### Rennen
| Pos. | Fahrer                | Konstrukteur       | Runden | Stopps | Zeit       | Start | Schnellste Runde |
| ---- | --------------------- | ------------------ | ------ | ------ | ---------- | ----- | ---------------- |
| 01   | Jody Scheckter        | Ferrari            | 76     | 0      | 1:55:22,48 | 01    | 1:29,86          |
| 02   | Clay Regazzoni        | Williams-Ford      | 76     | 0      | + 00,44    | 16    | 1:29,48          |
| 03   | Carlos Reutemann      | Lotus-Ford         | 76     | 0      | + 08,57    | 11    | 1:29,61          |
| 04   | John Watson           | McLaren-Ford       | 76     | 0      | + 41,31    | 14    | 1:29,83          |
| 05   | Patrick Depailler     | Ligier-Ford        | 74     | 0      | DNF        | 03    | 1:28,82 (69.)    |
| 06   | Jochen Mass           | Arrows-Ford        | 69     | 1      | + 7 Runden | 08    | 1:30,04          |
| –    | Nelson Piquet         | Brabham-Alfa Romeo | 68     | 0      | DNF        | 18    | 1:29,66          |
| –    | Jean-Pierre Jabouille | Renault            | 68     | 0      | NC         | 20    | 1:30,66          |
| –    | Jacques Laffite       | Ligier-Ford        | 55     | 1      | DNF        | 05    | 1:29,47          |
| –    | Gilles Villeneuve     | Ferrari            | 54     | 0      | DNF        | 02    | 1:29,86          |
| –    | Alan Jones            | Williams-Ford      | 43     | 0      | DNF        | 09    | 1:29,60          |
| –    | Jean-Pierre Jarier    | Tyrrell-Ford       | 34     | 0      | DNF        | 06    | 1:30,04          |
| –    | Hans-Joachim Stuck    | ATS-Ford           | 30     | 0      | DNF        | 12    | 1:30,65          |
| –    | Mario Andretti        | Lotus-Ford         | 22     | 0      | DNF        | 13    | 1:30,85          |
| –    | Niki Lauda            | Brabham-Alfa Romeo | 22     | 0      | DNF        | 04    | 1:30,26          |
| –    | Didier Pironi         | Tyrrell-Ford       | 21     | 0      | DNF        | 07    | 1:30,07          |
| –    | Emerson Fittipaldi    | Fittipaldi-Ford    | 17     | 0      | DNF        | 17    | 1:30,52          |
| –    | René Arnoux           | Renault            | 8      | 0      | DNF        | 19    | 1:31,58          |
| –    | James Hunt            | Wolf-Ford          | 4      | 0      | DNF        | 10    | 1:32,42          |
| –    | Riccardo Patrese      | Arrows-Ford        | 4      | 0      | DNF        | 15    | 1:33,46          |

## WM-Stände nach dem Rennen
Die ersten sechs des Rennens bekamen 9, 6, 4, 3, 2 bzw. 1 Punkt(e). Es zählten nur die besten vier Ergebnisse aus den ersten sieben Rennen und die besten vier Ergebnisse aus den letzten acht Rennen. In der Konstrukteurswertung wurden alle Resultate gewertet. Streichresultate sind in Klammern gesetzt.

### Fahrerwertung
| Pos. | Fahrer             | Konstrukteur       | Punkte  |
| ---- | ------------------ | ------------------ | ------- |
| 01   | Jody Scheckter     | Ferrari            | 30 (34) |
| 02   | Jacques Laffite    | Ligier-Ford        | 24      |
| 03   | Gilles Villeneuve  | Ferrari            | 20      |
| 04   | Patrick Depailler  | Ligier-Ford        | 20 (22) |
| 05   | Carlos Reutemann   | Lotus-Ford         | 20 (25) |
| 06   | Mario Andretti     | Lotus-Ford         | 12      |
| 07   | Didier Pironi      | Tyrrell-Ford       | 8       |
| 08   | John Watson        | McLaren-Ford       | 8       |
| 09   | Jean-Pierre Jarier | Tyrrell-Ford       | 7       |
| 10   | Clay Regazzoni     | Williams-Ford      | 6       |
| 11   | Alan Jones         | Williams-Ford      | 4       |
| 12   | Riccardo Patrese   | Arrows-Ford        | 2       |
| 13   | Emerson Fittipaldi | Fittipaldi-Ford    | 1       |
| 14   | Niki Lauda         | Brabham-Alfa Romeo | 1       |

| Pos. | Fahrer                | Konstrukteur       | Punkte |
| ---- | --------------------- | ------------------ | ------ |
| 15   | Jochen Mass           | Arrows-Ford        | 1      |
| 16   | Elio de Angelis       | Shadow-Ford        | 0      |
| 17   | Nelson Piquet         | Brabham-Alfa Romeo | 0      |
| 18   | Hans-Joachim Stuck    | ATS-Ford           | 0      |
| 19   | James Hunt            | Wolf-Ford          | 0      |
| 20   | René Arnoux           | Renault            | 0      |
| 21   | Jean-Pierre Jabouille | Renault            | 0      |
| 22   | Patrick Tambay        | McLaren-Ford       | 0      |
| 23   | Jan Lammers           | Shadow-Ford        | 0      |
| 24   | Derek Daly            | Ensign-Ford        | 0      |
| –    | Héctor Rebaque        | Lotus-Ford         | 0      |
| –    | Arturo Merzario       | Merzario-Ford      | 0      |
| –    | Bruno Giacomelli      | Alfa Romeo         | 0      |

### Konstrukteurswertung
| Pos. | Konstrukteur    | Punkte |
| ---- | --------------- | ------ |
| 01   | Ferrari         | 54     |
| 02   | Ligier-Ford     | 46     |
| 03   | Lotus-Ford      | 37     |
| 04   | Tyrrell-Ford    | 15     |
| 05   | Williams-Ford   | 10     |
| 06   | McLaren-Ford    | 8      |
| 07   | Arrows-Ford     | 3      |
| 08   | Fittipaldi-Ford | 1      |

| Pos. | Konstrukteur       | Punkte |
| ---- | ------------------ | ------ |
| 09   | Brabham-Alfa Romeo | 1      |
| 10   | Shadow-Ford        | 0      |
| 11   | ATS-Ford           | 0      |
| 12   | Wolf-Ford          | 0      |
| 13   | Renault            | 0      |
| 14   | Ensign-Ford        | 0      |
| –    | Merzario-Ford      | 0      |
| –    | Alfa Romeo         | 0      |